# Resolució 2229 del Consell de Seguretat de les Nacions Unides
La Resolució 2229 del Consell de Seguretat de les Nacions Unides fou adoptada per unanimitat el 29 de juny de 2015. Després de considerar un informe del Secretari General Ban Ki-moon, sobre la Força de les Nacions Unides d'Observació de la Separació (UNDOF) i reafirmant la resolució 1308 (2000), el Consell va prorrogar el seu mandat per uns altres sis mesos, fins al 31 de desembre de 2015.
El Consell va assenyalar que la situació a l'Orient Mitjà es mantenia tibant, i que no es veien millores a curt termini. Es va demanar a totes les parts implicades en la Guerra Civil siriana que cessessin les seves accions militars a la zona i que complissin amb el dret internacional humanitari. Durant aquestes accions van perillar vides de civils i de personal de les Nacions Unides, es van robar equipament de l'UNDOF i es van destruir edificis.
El Consell de Seguretat va demanar la implementació de la Resolució 338 (1973) que exigia la celebració de negociacions entre les parts per a la solució pacífica de la situació a l'Orient Mitjà.
El Consell va demanar al Secretari General Ban Ki-moon que vetllés perquè la UNDOF tingués la capacitat i recursos necessaris per implementar el seu mandat de manera segura. A més, la missió havia de ser reagrupada temporalment per minimitzar el risc dels cascs blaus, però l'objectiu era tornar a les posicions antigues el més ràpidament possible.